# ŠK 슬로반 브라티슬라바

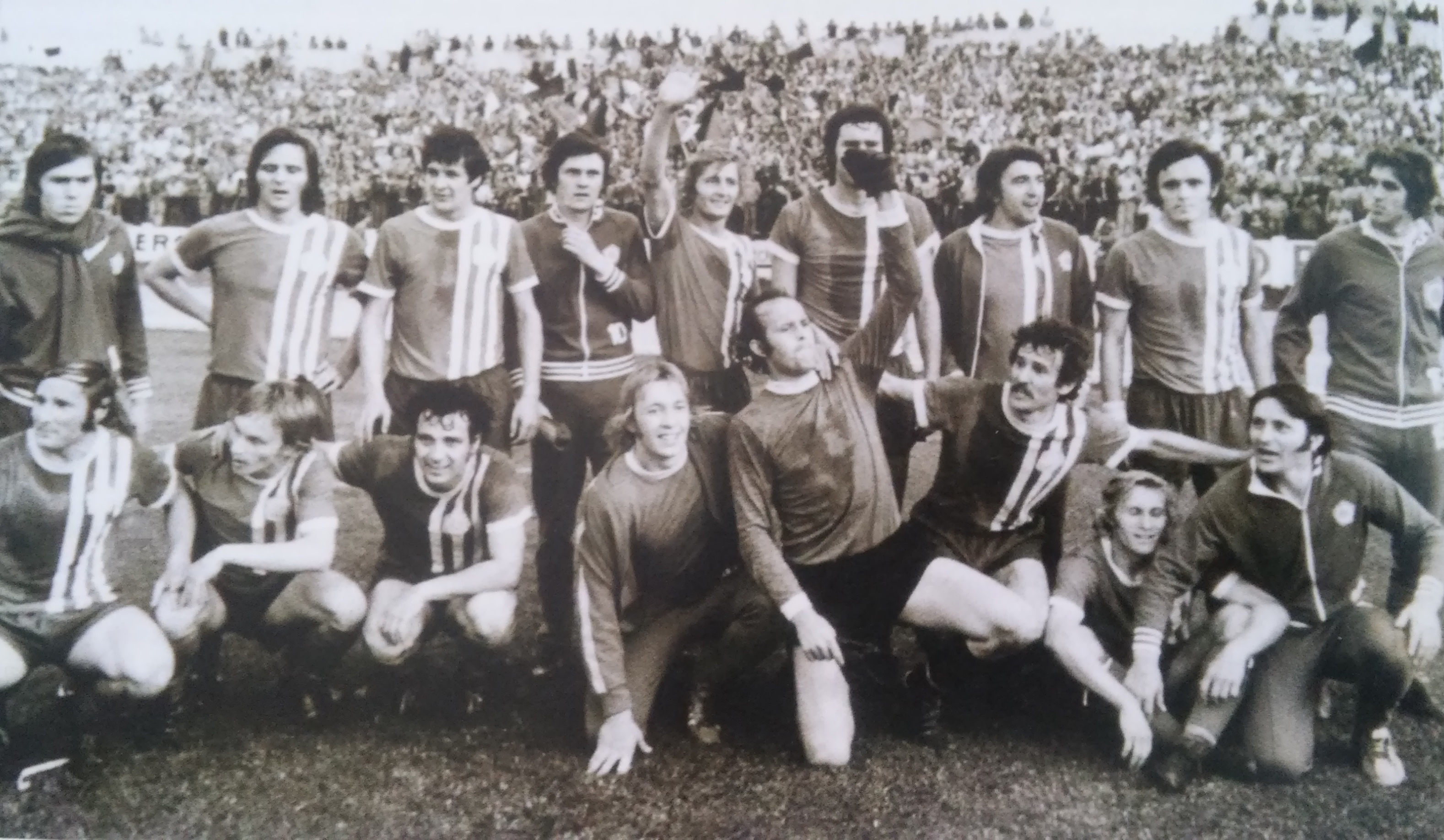

ŠK 슬로반 브라티슬라바(ŠK Slovan Bratislava)는 브라티슬라바를 연고로 하는 슬로바키아의 축구 클럽이다. 현재는 포르투나 리가에 참가하고 있고 슬로바키아 수페르리가에서 13회, 체코슬로바키아 1부 리그에서 8회 우승 했으며 슬로바키아의 축구 클럽 가운데 가장 많은 우승 기록을 보유하고 있다.
1969년 UEFA 컵위너스컵 결승전에서 스페인의 명문 클럽인 FC 바르셀로나를 누르고 우승을 차지하는 파란을 연출 했으며 1976년 유고슬라비아에서 열린 유럽 축구 선수권대회에서 우승을 차지한 체코슬로바키아 대표팀 선수 7명이 이 클럽 소속으로 뛰기도 했다. FC 스파르타크 트르나바와 라이벌 관계에 있는 팀이다.

## 클럽 명칭 역사
- 1919–1939: 1. ČSŠK 브라티슬라바 (1. ČsŠK Bratislava)
- 1939–1948: ŠK 브라티슬라바 (ŠK Bratislava)
- 1948–1953: 소콜 NV 브라티슬라바 (Sokol NV Bratislava)
- 1953–1961: UNV 슬로반 브라티슬라바 (ÚNV Slovan Bratislava)
- 1961–1990: 슬로반 CHZJD 브라티슬라바 (Slovan CHZJD Bratislava)
- 1990-현재: ŠK 슬로반 브라티슬라바 (ŠK Slovan Bratislava)

## 우승 경력 (체코슬로바키아 시대 포함)

### 슬로바키아 국내 대회 (체코슬로바키아 시대 포함)
- 슬로바키아 수페르리가 (1993–현재): 우승 5회 (1994, 1995, 1996, 1999, 2009)
- 슬로바키아 리그 (1939–1944): 우승 4회 (1940, 1941, 1942, 1944)
- 슬로바키아 컵 (1994-현재): 우승 4회 (1994, 1997, 1999, 2010)
- 슬로바키아 컵 (1961–1993): 우승 7회 (1970, 1972, 1974, 1976, 1982, 1983, 1989)
- 슬로바키아 슈퍼컵 (프리비나컵): 우승 4회 (1993, 1994, 1996, 2009)
- 체코슬로바키아 1부 리그 (1925–1993): 우승 8회 (1949, 1950, 1951, 1955, 1970, 1974, 1975, 1992)
- 체코슬로바키아 컵 (1961–1993): 우승 5회 (1962, 1963, 1968, 1974, 1982)
- 체코슬로바키아 아마추어 리그: 우승 2회 (1927, 1930)

### 유럽 대회 (체코슬로바키아 시대 포함)
- UEFA 컵위너스컵: 우승 1회 (1969)
- UEFA 인터토토컵: 우승 10회 (1968, 1970, 1972, 1973, 1974, 1977, 1990, 1992, 1993, 1994)
- 바르셀로나 트로피: 우승 1회 (1974)
- 카르타헤나 트로피: 우승 1회 (1996)

## 선수 명단

### 현역
참고: FIFA 자격 규정에 따라 소속된 국가대표팀 국기를 표시합니다. 선수는 복수의 FIFA 비회원국 국적을 가지고 있을 수 있습니다.
| 번호 | 포지션 | 국적       | 이름              |
| ---- | ------ | ---------- | ----------------- |
| 7    | MF     | 슬로바키아 | 블라디미르 베이스 |
| 33   | MF     | 슬로바키아 | 유라이 쿠츠카     |

| 번호 | 포지션 | 국적 | 이름 |
| ---- | ------ | ---- | ---- |

## 역대 감독
| 감독                | 임기      |
| ------------------- | --------- |
| 페르디난트 다우치크 | 1942~1946 |
| 페르디난트 다우치크 | 1948      |
| 요제프 벵글로시     | 1973~1976 |
| 요제프 아다메츠     | 2006      |
| 요제프 아다메츠     | 2008      |
| 두샨 우린           | 2009      |
| 블라디미르 바이스   | 2011~2012 |
| 블라디미르 바이스   | 2021~     |